# Neophlaeoba walayarensis
Neophlaeoba walayarensis är en insektsart som beskrevs av Usmani och Shafee 1983. Neophlaeoba walayarensis ingår i släktet Neophlaeoba och familjen gräshoppor. Inga underarter finns listade i Catalogue of Life.